# Bakuchiol
Bakuchiol ist ein Meroterpenoid aus der Klasse der Terpenphenole. Meroterpenoide sind Substanzen, die eine terpenoide Teilstruktur haben.

## Vorkommen
Bakuchiol wurde zum ersten Mal im Jahr 1966 von Mehta et al. aus den Samen von Psoralea corylifolia isoliert. Der Name leitet sich vom Sanskrit-Namen der Pflanze, Bakuchi, ab. Es ist ein Meroterpenphenol, das hauptsächlich und in höheren Mengen in den Samen der genannten Pflanze vorkommt, die in der traditionellen indischen Ayurveda-Heilkunst gegen eine Vielzahl von Erkrankungen einsetzt wird. Es wurde außerdem auch aus anderen Pflanzen wie P. grandulosa, P. drupaceae, Ulmus davidiana, Otholobium pubescens, Piper longum und Aerva sangulnolenta isoliert.

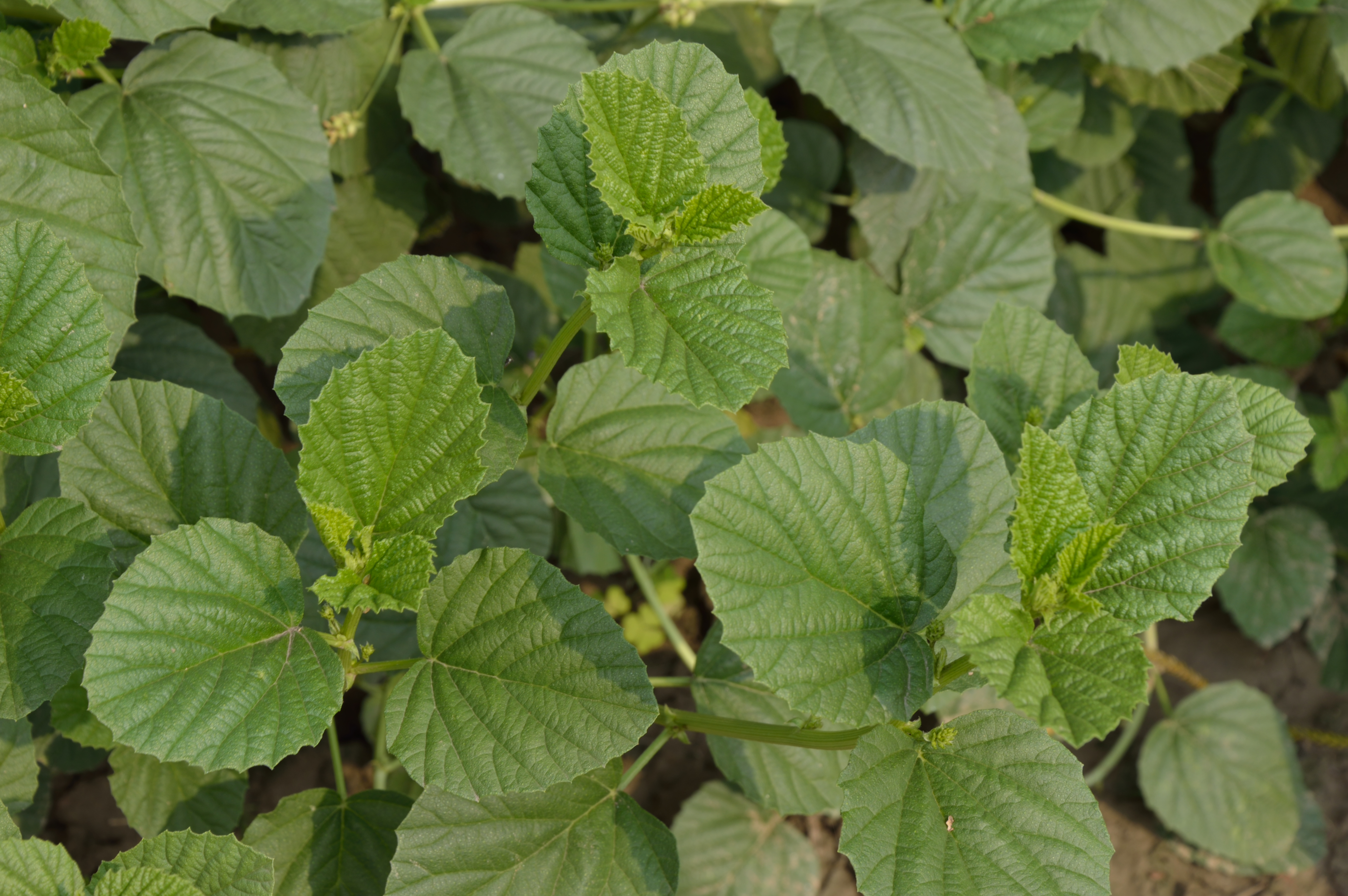
Psoralea corylifolia
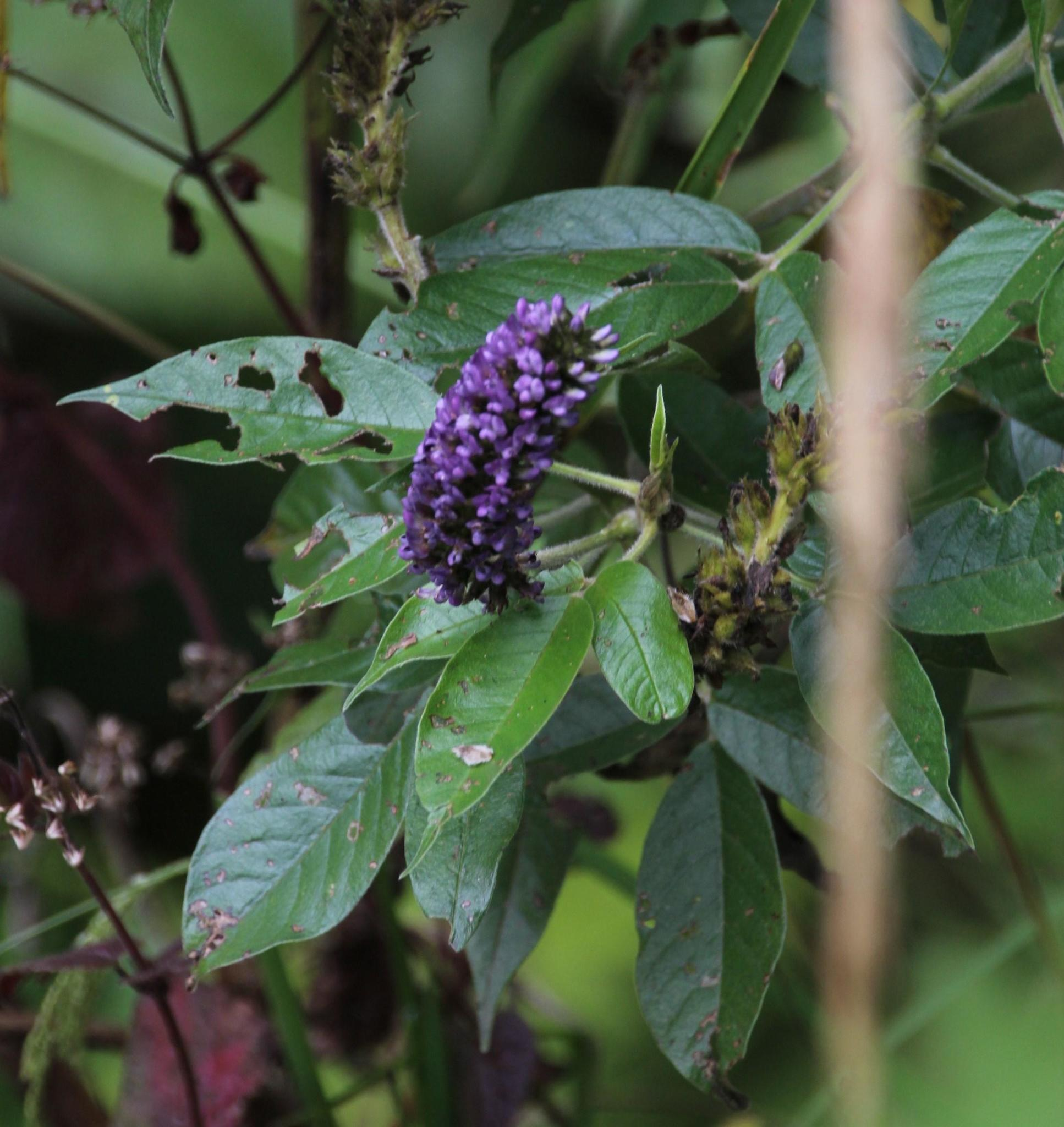
Otholobium pubescens
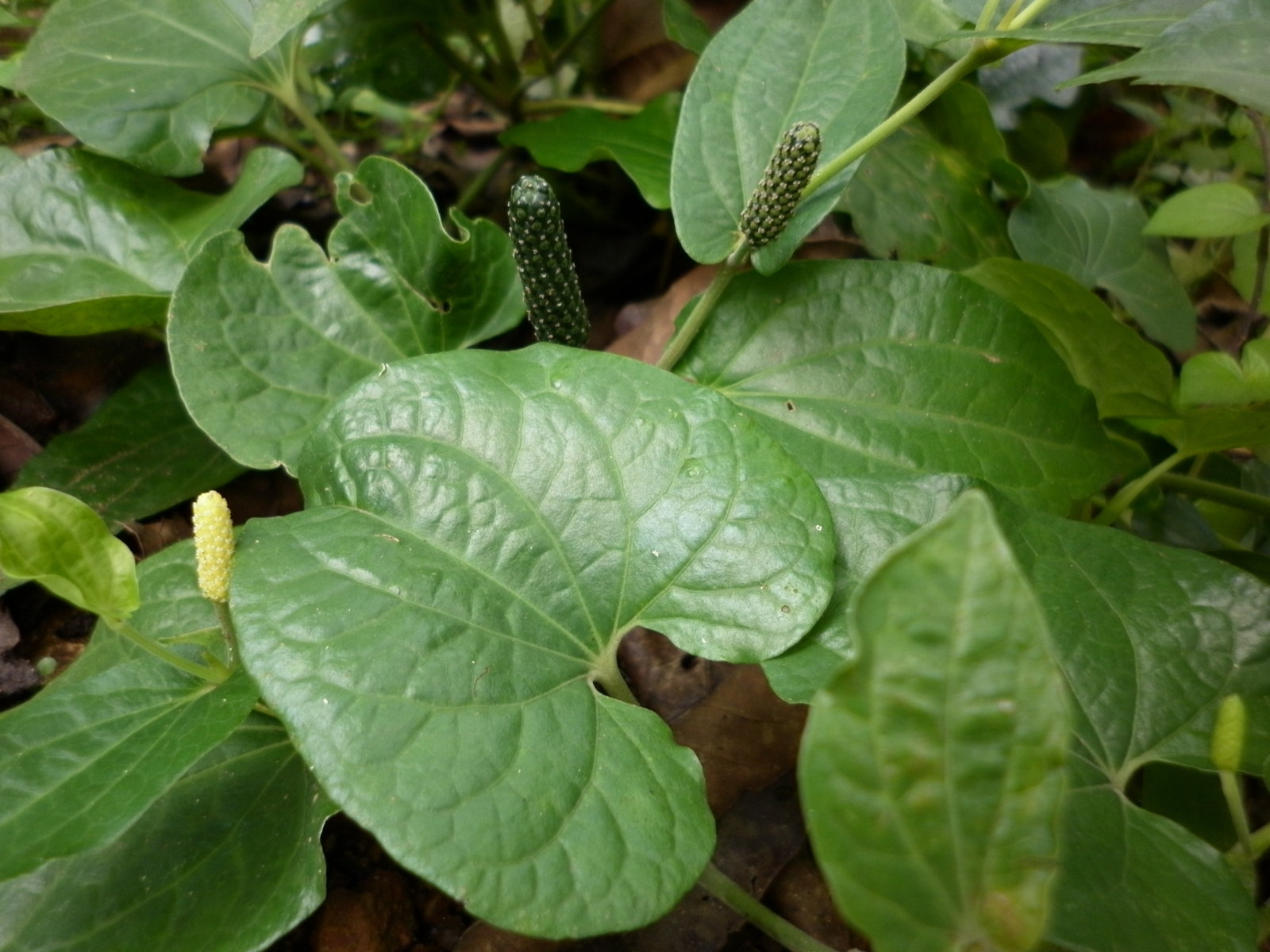
Piper longum

## Totalsynthese
Die erste Totalsynthese von Bakuchiol wurde 1973 beschrieben.

## Eigenschaften
Bakuchiol hat antioxidative, bei Mäusen antiphlogistische und in vitro antibakterielle Eigenschaften. Aus P. corylifolia isoliertes Bakuchiol zeigte Aktivität gegen verschiedene gram-positive und gram-negative orale Pathogene. Dabei konnte es das Wachstum von Streptococcus mutans bei unterschiedlichen Saccharosekonzentrationen, pH-Werten und in Anwesenheit von organischen Säuren in Abhängigkeit der Temperatur sowie das Wachstum von Zellen auf einer Glasoberfläche hemmen.
Trotz seiner fehlenden Strukturähnlichkeit zu Retinol wurde bei Bakuchiol eine Retinol-ähnliche Regulation der Genexpression beobachtet. 2018 zeigte es in einer randomisierten, doppelblinden 12 Wochen lang andauernden Studie mit 44 Teilnehmenden eine mit Retinol vergleichbare Fähigkeit der Verbesserung von lichtbedingter Hautalterung (Falten, Hyperpigmentierung) und hatte dabei auch eine bessere Hautverträglichkeit.
In präklinischen Studien wurden antikanzerogene Eigenschaften beobachtet, was vermutlich mit der strukturellen Ähnlichkeit zu Resveratrol zusammenhängt. Im Tiermodell an Ratten zeigte eine Studie osteoprotektive Effekte durch Bakuchiol und ethanolische Extrakte aus P. corylifolia.
Bakuchiol wirkt in Prostatakarzinom-Zellen antiandrogen und führt so zu einer Hemmung der Zellproliferation.

## Verwendung
Bakuchiol wird als Anti-Aging-Mittel zur Hautpflege verwendet. Der Stoff wurde 2007 erstmals von Sytheon Ltd. unter dem Namen Sytenol A kommerziell für lokale Anwendungen auf den Markt gebracht.